# Jorge Babu
Jorge Babu, pseudônimo de Jorge Luis Hauat (Rio de Janeiro, 12 de abril de 1965), é um político e criminoso brasileiro, que foi condenado por ser integrante de milícia. Ex-policial civil com reduto eleitoral na Zona Oeste do Rio de Janeiro, Babu foi eleito vereador pelo PTN (atual Podemos) em 2000 e 2004, ligando sua figura política à imagem de São Jorge.[carece de fontes?]
Ele chegou a ser preso e cumpriu pena por associação com milícias na Zona Oeste da cidade do Rio de Janeiro, formação de quadrilha e extorsão.

## Biografia
Em 2004, foi preso pela Polícia Federal, juntamente com Duda Mendonça, ex-marqueteiro do presidente Luiz Inácio Lula da Silva, numa rinha de galos, atividade considerada crime ambiental no Brasil. Solto algum tempo depois, enfrentou processo de expulsão do partido, aberto pelo deputado estadual Alessandro Molon. No entanto, o partido decidiu apenas suspendê-lo por 45 dias. Candidato a deputado estadual, Babu foi eleito em 2006, conquistando a última vaga do PT, ironicamente, graças à alta quantidade de votos recebida por Molon, uma vez que as eleições no Brasil se dão por sistema de representação proporcional.[carece de fontes?]
Em 2008, durante a convenção que homologou a candidatura de Molon à prefeitura do Rio, houve atritos entre partidários de ambos os políticos.
Ainda em 2008, Babu foi denunciado pelo Ministério Público Federal por formação de quadrilha e extorsão. O deputado foi acusado de chefiar um grupo de milícias na Zona Oeste. Em janeiro de 2009, a Executiva Nacional do PT decidiu, por unanimidade, expulsá-lo do partido.
Em 2010, foi demitido do cargo de inspetor de polícia do Rio de Janeiro, em função de responder a processo por formação de quadrilha e concussão (extorsão praticada por funcionário público). Sua demissão foi assinada pelo secretário estadual de Segurança do Rio de Janeiro, José Mariano Beltrame. Em setembro de 2010 Jorge Babu foi condenado pela justiça estadual do Rio de Janeiro a sete anos de reclusão por formação de quadrilha e integrar milícia quando ainda fazia parte da polícia civil.